# Iarove, Kroleveț
Iarove (în ucraineană Ярове) este localitatea de reședință a comunei Iarove din raionul Kroleveț, regiunea Sumî, Ucraina.

## Demografie
Componența lingvistică a localității Iarove
     Ucraineană (98,15%)
     Rusă (1,44%)
Conform recensământului din 2001, majoritatea populației localității Iarove era vorbitoare de ucraineană (98,15%), existând în minoritate și vorbitori de rusă (1,44%).